# Roberto Marinho
Roberto Pisani Marinho ONM • OMC (Rio de Janeiro, 3 de dezembro de 1904 – Rio de Janeiro, 6 de agosto de 2003) foi um jornalista e empresário brasileiro. Herdeiro de Irineu Marinho, foi proprietário do Grupo Globo de 1925 a 2003 e um dos homens mais poderosos e influentes do país no século XX. Seu empreendedorismo levou à constituição de um dos maiores impérios de comunicação do planeta e o fez figurar diversas vezes entre os homens mais ricos do mundo. Com sua família atrelada ao jornalismo, herdou ainda jovem o jornal O Globo, fundado pelo pai Irineu Marinho, em 1925. Começou a formar o conglomerado de veículos de comunicação, mais tarde chamado Organizações Globo — atualmente Grupo Globo, desde 2014 — com a inauguração da Rádio Globo em 1944, e a primeira concessão pública de TV no Rio de Janeiro, em 1957.
Com o tempo, adquiriu outras emissoras e formou o Sistema Globo de Rádio, do qual faz parte a Rede CBN. Em 26 de abril de 1965, inaugurou a TV Globo no Rio de Janeiro que veio a se tornar a maior rede de TV brasileira com uma estrutura de 9 600 funcionários, 5 emissoras, 117 afiliadas e abrangência de 98% no país.
Além de sua atuação como jornalista e empresário, Marinho promoveu, através das empresas Globo, projetos de responsabilidade social como Ajude uma Criança a Estudar, Criança Esperança, Quem Lê Jornal Sabe Mais, Projeto Aquarius, Amigos da Escola e Ação Global.
Fã de esportes, Marinho praticou automobilismo, hipismo e caça submarina ao longo da vida. Também ligado às artes, foi um grande colecionador de obras, tendo patrocinado algumas exposições com seu grande acervo. Publicou seu único livro, "Uma Trajetória Liberal", em 1992, e em 1993, candidatou-se e foi eleito membro da Academia Brasileira de Letras. O magnata dedicou-se ainda a Fundação Roberto Marinho, organização de apoio a iniciativas educacionais criada por ele em 1977.

## Trajetória

### Início da sua carreira jornalística e empresarial

Venceslau Brás e Roberto Marinho na Ordem Nacional do Mérito

Seu pai, um jornalista renomado do início do século XX, fundou, em 1911, o jornal "A Noite" e, em 1925, o jornal "O Globo". Aos 20 anos, Roberto Marinho começou sua carreira profissional como repórter e secretário particular de Irineu em O Globo. Porém, em 21 de agosto de 1925, pouco tempo depois do lançamento do jornal, Irineu Marinho morreu vítima de um ataque cardíaco.
Na época, Roberto Marinho, aos 21 anos, se achava pouco experiente para assumir a direção do jornal e deixou que o colaborador e experiente jornalista Euclydes de Matos ocupasse o cargo de diretor-redator-chefe, enquanto Roberto Marinho continuava seus aprendizados como copidesque e redator-chefe de O Globo.
Em 1931, com a morte de Eucycles de Mattos, Roberto Marinho, então com 26 anos, assumiu o cargo de diretor-redator-chefe do GLOBO.

### A expansão dasOrganizações Globoatravés das rádios
No Golpe de 1930, "O Globo" apoiou o governo de Getúlio Vargas e a Revolução Constitucionalista de 1932, sempre adotando uma posição política e editorial cautelosa, que fez do combate ao comunismo uma de suas marcas. Embora seu jornal tenha feito restrições ao golpe que gerou o Estado Novo, Marinho manteve uma relação próxima com Getúlio Vargas, percorrendo os mais altos escalões do poder e utilizando seu jornal para defender as ações do governo ditatorial e se beneficiar política e economicamente, além de ter participado do Conselho Nacional de Imprensa, então ligado ao Departamento de Imprensa e Propaganda, órgão estatal responsável pela censura a jornais que funcionou entre 1940 e 1945. No início da Segunda Guerra Mundial, Marinho manifestou-se contrário à posição de neutralidade adotada pelo governo brasileiro e se mostrava alinhado com os aliados. Depois do Brasil se alinhar às forças aliadas, Marinho concedeu ampla cobertura à atuação da Força Expedicionária Brasileira, lançando ainda o tabloide "O Globo Expedicionário".
Em 2 de dezembro de 1944, Roberto deu um passo na expansão do seu conglomerado de mídia ao comprar a Rádio Transmissora, da RCA Victor, e transformá-la na Rádio Globo do Rio de Janeiro, sua primeira emissora de radiodifusão. Com o final da guerra e a crise política do Estado Novo getulista, Marinho tomou posição a favor da redemocratização do Brasil e apoiou pessoalmente o brigadeiro Eduardo Gomes, candidato da União Democrática Nacional, nas eleições presidenciais de 1945, embora tenha mantido seu jornal numa posição de neutralidade durante a campanha presidencial, uma vez que Roberto Marinho havia mantido boas relações com Vargas e com Eurico Gaspar Dutra. Apesar da derrota do seu candidato predileto, Marinho colocou seu jornal a serviço do Governo Dutra, apoiando suas ações no Palácio do Catete.
Na eleição de 1950, Marinho apoiou novamente Eduardo Gomes, da UDN, mas Getúlio Vargas foi o vencedor do pleito. Inicialmente, as Organizações Globo adotaram um tom crítico moderado ao novo governo Vargas, mas passou a lhe fazer forte oposição a partir de 1953. O jornal "O Globo" fez campanha contra a criação da Petrobras e a Rádio Globo tornou-se porta-voz de ferrenhos opositores ao presidente, entre os quais Carlos Lacerda, que quase que diariamente usava os microfones da emissora de Marinho para atacar o governo. O tom inflamado de Lacerda contra Vargas levou Roberto Marinho a se preocupar com as transmissões que estavam desagradando muito ao governo. Após o desfecho trágico do governo Vargas em 1954, Juscelino Kubitschek, eleito presidente de 1955, recebeu oposição moderada de Marinho, que acabou beneficiado com sua primeira concessão pública para um canal de TV, a TV Globo Rio de Janeiro.
Na eleição seguinte em 1960, Roberto Marinho apoiou Jânio Quadros, que acabou vencedor, mas discordava da política externa independente janista e se decepcionou com a sua renúncia em pouco menos de sete meses de governo. Inicialmente tolerante com o sucessor João Goulart, Marinho logo passou a conspirar para derrubar o novo presidente, colocando seus veículos à disposição da oposição e apoiando o movimento militar que culminou no Golpe Militar de 1964.

### A fundação da Rede Globo e a consolidação da hegemonia televisiva
Foi durante o regime militar que Roberto Marinho deu um salto na expansão de seus negócios ao inaugurar, em abril de 1965, a TV Globo, canal 4, no Rio de Janeiro. No ano seguinte, ele adquiriu uma nova concessão, o canal 5 de São Paulo, a TV Paulista, e que viria a ser a TV Globo São Paulo. Em 1968, ele conseguiu a concessão do canal 12 de Belo Horizonte e que viria a ser TV Globo Minas. Depois, Marinho conseguiu mais duas concessões em Brasília e Recife, dando início a Rede Globo de Televisão.
Como na época não possuía o capital necessário para o novo empreendimento, em 1962, Roberto Marinho firmou dois acordos com o grupo norte-americano Time-Life: um de assistência técnica e outro de joint venture, que seria base para um acordo societário na produtora de programas. Na ocasião, o grupo americano repassou um adiantamento financeiro para investimentos em troca de 49% de participação no negócio. O contrato de assistência técnica vigorou efetivamente. A Time-Life se comprometeu a enviar à TV Globo, na qualidade de assessor da diretoria, pessoas capacitadas no campo de contabilidade e finanças e assegurava também o treinamento da equipe da TV Globo nas especialidades necessárias para a operação técnica. Porém a parte que tinha joint venture na produção de programas, nunca se realizou. Com o dinheiro adiantado para isso, a Time-Life comprou o prédio e cobrava aluguel da TV Globo.
Com a decisão da TV Globo de não seguir com a joint venture, o prédio foi solicitado como garantia e através de um empréstimo, em 1969 Roberto Marinho recomprou o prédio e encerrou o contrato de assistência técnica com a Time-Life.
Em 1966, foi criada a Comissão Parlamentar de Inquérito para investigar a constitucionalidade do acordo entre Globo e Time-Life. A CPI, presidida pelo deputado Roberto Saturnino Braga com o deputado Djalma Marinho como relator, deu parecer desfavorável à Globo, alegando que a empresa americana estaria participando da orientação intelectual e administrativa da emissora. Em fevereiro de 1967, o governo mudou a legislação sobre concessões de telecomunicações, criou restrições aos empréstimos de origem externa e à contratação de assistência técnica do exterior, mas reconheceu a legalidade dos contratos anteriores entre Globo e Time-Life.
Com o declínio das concorrentes Tupi e Excelsior e a colaboração com a ditadura militar, a TV Globo ganhou rapidamente projeção nacional Além da força da emissora de Televisão e de ter "O Globo" entre os jornais mais vendidos do Rio de Janeiro e a Rádio Globo líder de audiência carioca, Roberto Marinho diversificou suas atividades empresarias com fazendas de gado, centros comerciais e uma das maiores coleções de arte na América do Sul.
O apoio de Marinho ao regime militar prosseguiu ao longo da década de 1970. Em 1972, o então presidente Emílio Garrastazu Médici chegou a afirmar: "Sinto-me feliz todas as noites quando assisto ao noticiário. Porque, no noticiário da TV Globo, o mundo está um caos, mas o Brasil está em paz." Mesmo com o fim da censura prévia, em 1976, o noticiário continuou alinhado aos militares.
Marinho foi criticado no documentário britânico Beyond Citizen Kane (Muito Além do Cidadão Kane) por seu poder e papel na fundação da TV Globo e vínculos com a ditadura militar no período. A TV Globo foi à Justiça para impedir a liberação e exibição do filme no Brasil, mas que se tornou viral na internet após a virada do século XXI. Em 2009, a Rede Record comprou o documentário e passou a divulgar trechos do mesmo na emissora. Em 2013, o Globo reconheceu, através de um texto publicado em seu site, que o apoio ao golpe de 1964 foi um erro. O texto acompanhou a publicação do projeto "Memória" que recuperou os 88 anos de história do Jornal O Globo. Nele, a instituição afirmou que o apoio à intervenção dos militares se deu pelo temor de um outro golpe, a ser desfechado pelo presidente João Goulart com apoio dos sindicatos. (UOL)
Em 1995 Roberto Marinho investiu na criação do complexo de estúdios Projac (Projeto Jacarepaguá), que em 2016 passou a ser chamado de Estúdios Globo.
Conhecido também como Central Globo de Produção é considerado o maior centro de produções da América Latina, com 1,6 milhão de m², dos quais mais de 160 000 metros quadrados de área construída, dez estúdios, fábrica de cenários, efeitos especiais, confecção e acervo de figurino, cidades cenográficas e centro de pós-produção.
Em 1991, Roberto Marinho lançou a Globosat, que começou operando com quatro canais — GNT, Multishow, Telecine e Top Sport (que, em 1994, passou a se chamar SporTV). A Globosat possui 33 canais: 23 lineares, 9 pay-per-view e 1 canal internacional. Dos 33 canais, 22 são transmitidos em HD. E, ainda, existem oito canais em VOD (vídeo sob demanda).

### A redemocratização do País e a consolidação de poder pessoal
Em 1982, a TV Globo foi acusada de tentar impedir a vitória de Leonel Brizola para o governo do Rio de Janeiro, no episódio conhecido como Caso Proconsult. Em 15 de março de 1994 o apresentador Cid Moreira teve que ler, no Jornal Nacional, um texto noticiando que Brizola havia ganhado na Justiça Brasileira o direito de resposta. "Tudo na Globo é tendencioso e manipulado", teve de afirmar o locutor.
Com o ocaso da ditadura militar e a derrota do movimento pelas Diretas Já, Marinho passou a apoiar a candidatura moderada de Tancredo Neves contra Paulo Maluf, candidato do governo militar.
Roberto Marinho manteve sua influência no governo herdado por José Sarney, tendo conseguido mais quatro concessões públicas de televisão e até mesmo indicado os ministros Leônidas Pires Gonçalves (Exército) e Antonio Carlos Magalhães (Comunicações) e influído na escolha de titulares da área econômica, como Maílson da Nóbrega.
Na eleição presidencial de 1989, Marinho apoiou Fernando Collor de Mello. Um episódio marcante na campanha eleitoral foi o último debate televisivo entre Collor e Lula no segundo turno, transmitido ao vivo pela Rede Globo, que foi bastante disputado entre os dois candidatos. No entanto, no Jornal Nacional, o último antes da votação que definiria o novo presidente brasileiro, a emissora apresentou uma edição do debate francamente favorável a Collor. A parcialidade da TV Globo conseguiu influenciar boa parte dos eleitores que ainda estavam indecisos às vésperas daquela disputada eleição. Marinho até agosto de 1992 apoiou Fernando Collor, quando a campanha pela sua destituição já havia sido encampada por grande parte da sociedade brasileira.
Em 1994 e 1998, Marinho apoiou as campanhas de Fernando Henrique Cardoso.

### A transferência dos negócios para os filhos-sucessores
Durante a década de 1990, Roberto passou a cuidar pessoalmente de sua sucessão nas Organizações Globo, compartilhando com os filhos as responsabilidades na direção mesmo seguindo no comando do conglomerado. Mas com a saúde já debilitada, em 1998 o magnata participava cada vez menos das atividades de suas empresas.

## Vida pessoal

### Filiação e estudos
Filho do jornalista Irineu Marinho Coelho de Barros e Francisca Pisani Barros, Roberto Pisani Marinho nasceu a 3 de dezembro de 1904 no bairro carioca de São Cristóvão, e teve cinco irmãos: Heloísa, Ricardo, Hilda, Helena (que morreu com 1 ano de idade) e Rogério.
Fez seus estudos primários em escolas públicas e depois estudou na Escola Profissional Sousa Aguiar e nos Colégios Anglo-Brasileiro, Paula Freitas e Aldridge, no qual concluiu o ensino secundário em 1922.

### Posicionamentos
Ainda muito jovem, participou do movimento tenentista, mais especificamente da primeira revolta, a dos 18 do Forte de Copacabana, ocorrida em 1922.
Católico, opunha-se à teologia da libertação — o que rendeu-lhe intensos debates com o seu colega Dom Hélder Câmara.[carece de fontes?]

### Esportes
Em 1933 disputou a sua primeira prova automobilística com o carro Voisin na corrida do Quilômetro Lançado, na estrada de Petrópolis. No fim da década de 1930, começou a participar de provas hípicas. Conquistou sua primeira vitória hípica montando o cavalo Arisco no Clube Hípico Fluminense em 1940, e no ano seguinte venceu a prova Páreo de Amadores no Hipódromo da Gávea com o cavalo uruguaio Plumazo. Em 1945, obteve o recorde brasileiro de salto com o cavalo Joá na prova Clóvis Camargo no Quitandinha, em Petrópolis. Em 1974, sofreu um acidente hípico e fraturou três costelas, mas venceu quatro meses depois a prova General Lindolpho Ferraz na Sociedade Hípica Brasileira com o cavalo Tupã. Em 1980, conquistou a prova Cinco Tríplices-General Mário Vital Guadalupe Montezuma no Centro Hípico de Exército com o cavalo Laborioso. Também começou a praticar a caça submarina em 1956, mergulhando regularmente até os 80 anos.

### Relacionamentos
Casou-se com Stella Goulart Marinho em 1946. No ano seguinte, nasce o seu filho primogênito Roberto Irineu — presidente do Grupo Globo entre 2004 e 2017 — seguido por Paulo Roberto, João Roberto e José Roberto Marinho, nascidos respectivamente em 1950, 1952 e 1955. Em 1970, perde o filho Paulo Roberto em um acidente de carro na região dos Lagos e separa-se de Stella, que morreu em 1995, aos 72 anos, vítima de um AVC. Em 1979, casa-se pela segunda vez com Ruth de Albuquerque Marinho, de quem separou-se no fim da década de 1980. O seu terceiro e último casamento foi com Lily de Carvalho Marinho, em 1991, com quem viveu até sua morte, em 6 de agosto de 2003. Deixou 12 netos e sete bisnetos. Comprou a casa do Cosme Velho, onde viveu até o fim da vida.

### Artes, educação e literatura
Conheceu Cândido Portinari em 1942, de quem tornou-se um amigo e de quem comprou os quadros "Floresta" e "Circo" iniciando uma coleção de obras de arte. Organizou em 1985 a exposição Seis Décadas de Arte Moderna na coleção Roberto Marinho no Paço Imperial, levada depois a Buenos Aires em 1987 e a Lisboa em 1989. Já em 1994, organizou a exposição Arte Moderna Brasileira — Uma seleção da Coleção Roberto Marinho no Museu de Arte Moderna de São Paulo, que depois foi para Brasília e Curitiba.
Em 1977, criou a Fundação Roberto Marinho, organização que apoia iniciativas educacionais como “Telecurso”, “Globo Ciência” e “Globo Ecologia”. Em parceria com empresas privadas, a Fundação viabilizou o Canal Futura — a primeira TV educativa totalmente financiada pela iniciativa privada.
Em 1992, lançou em parceria com Francisco Pinto Balsemão a Sociedade Independente de Comunicação e publicou o seu único livro Uma trajetória liberal. Postulou a cadeira 39 da Academia Brasileira de Letras em 1993 na sucessão de Otto Lara Resende, tendo sido eleito em 22 de julho do mesmo ano.

## Homenagens

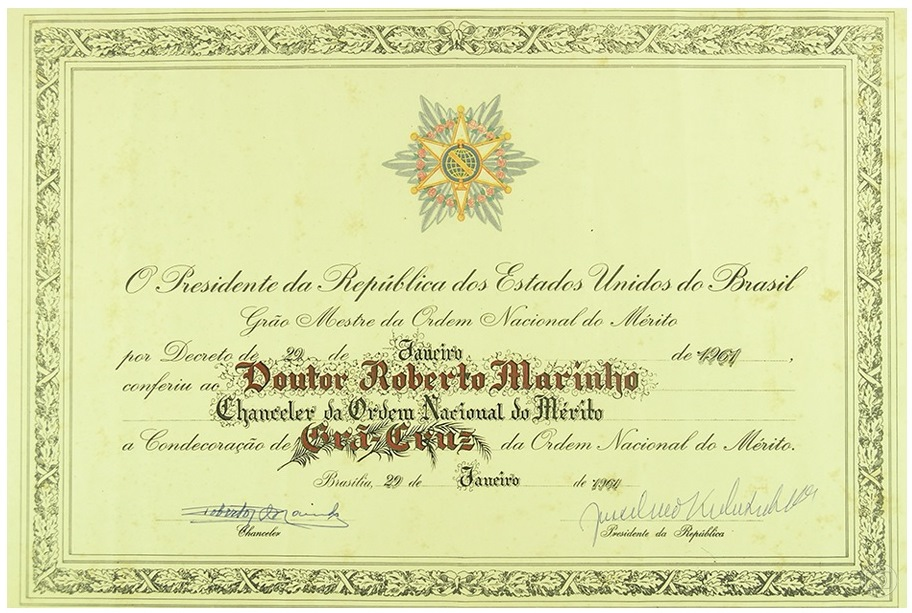
Diploma da Ordem Nacional do Mérito em que Juscelino Kubitschek confere o grau de grã-cruz da ordem a Roberto Marinho

Em 1983, recebeu o Prêmio de Personalidade do Ano em Televisão (Emmy), concedido pela Academia Nacional de Televisão, Artes e Ciências dos Estados Unidos.
O artista Gilmar Pinna na exposição itinerante de bustos gigantes, "Retratos da Vida" tem como uma das peças o Roberto Marinho, uma das exposições, esta permanente, é no Palácio das Artes de Praia Grande.
No governo de Juscelino Kubitschek Roberto Marinho foi chanceler e grã-cruz da Ordem Nacional do Mérito.